# Menzel Mehiri
Menzel Mehiri (arabe : منزل المهيري) est une ville tunisienne située dans le gouvernorat de Kairouan et rattachée à la délégation de Menzel Mehiri.
Elle est à la tête, depuis 1990, d'une municipalité comptant 3 870 habitants en 2014.
Son conseil municipal est constitué de dix membres.